# Battaglia di Cambrai-San Quintino
La battaglia di Cambrai-San Quintino è il nome collettivo dato a una serie di attacchi condotti dalle armate di Impero britannico e Francia contro quelle dell'Impero tedesco, fra il 27 settembre e il 9 ottobre 1918, nell'ambito dell'offensiva dei cento giorni. Questi scontri costituirono il principale contributo della British Expeditionary Force all'attacco della Triplice intesa contro la linea Hindenburg, e si svolsero in parallelo con l'offensiva della Mosa-Argonne, condotta da forze francesi e americane fra Reims e Verdun, e con un'offensiva britannico-franco-belga nelle Fiandre. Il risultato combinato di queste operazioni fu una netta vittoria degli attaccanti: lo Heer dovette ritirarsi di varie decine di chilometri, abbandonando le sue postazioni difensive. La sconfitta finale degli Imperi centrali sarebbe giunta poche settimane dopo.
La battaglia si suddivide in quattro principali scontri: battaglia del Canale del Nord, battaglia del canale di San Quintino, battaglia di Beaurevoir e battaglia di Cambrai.

## Contesto

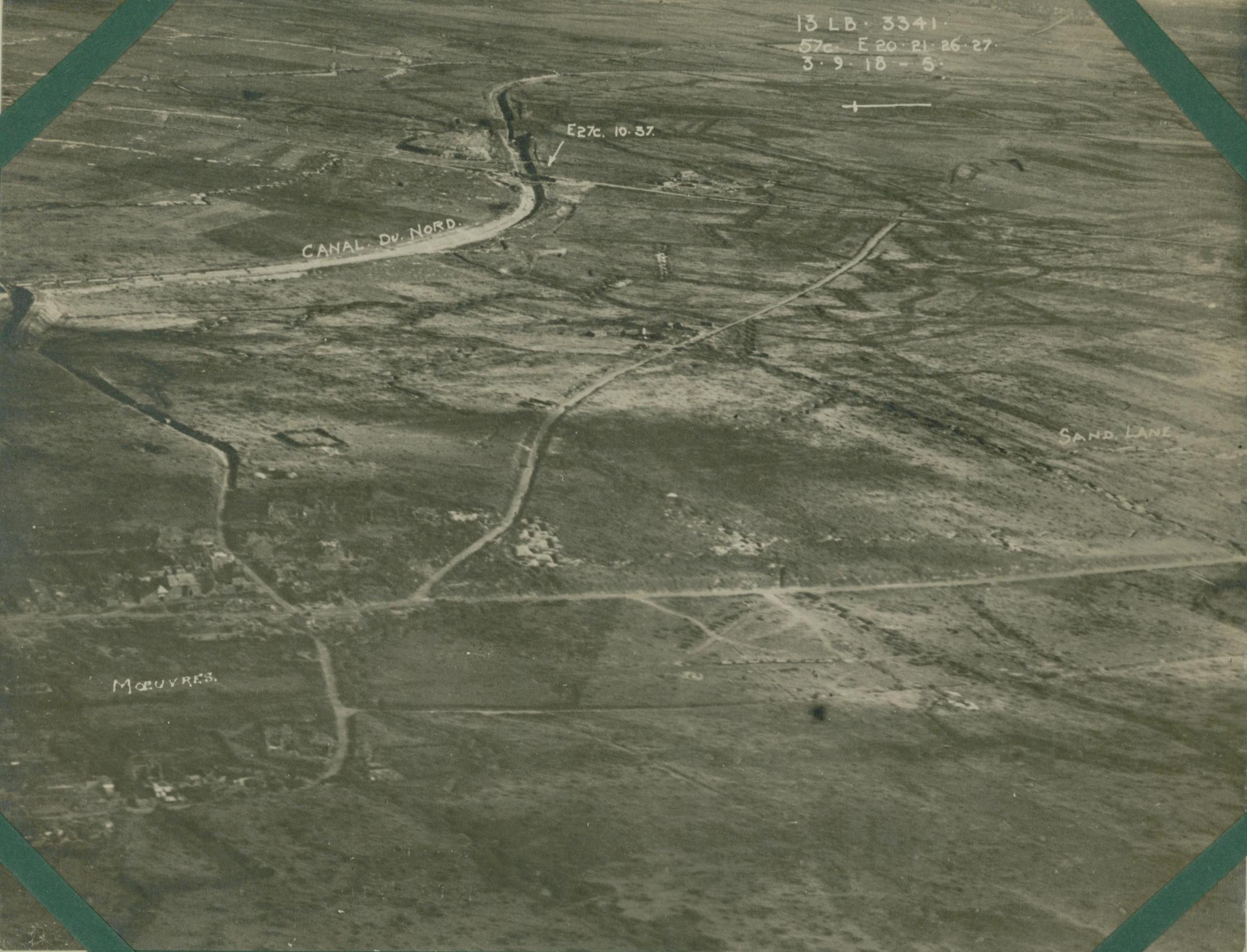
Fotografia aerea del terreno

L'operazione Friedensturm (luglio 1918) fu l'ultima delle offensive di primavera con le quali lo Stato maggiore generale tedesco sperava di ottenere una vittoria decisiva sull'Intesa. I tedeschi avevano ottenuto qualche vantaggio territoriale sulla Marna, ma non erano riusciti a sfondare. Quando l'offensiva si arrestò, il maresciallo di Francia Ferdinand Foch ordinò una controffensiva (a volte chiamata seconda battaglia della Marna), in seguito alla quale i tedeschi furono costretti ad abbandonare postazioni per loro indifendibili e a ritornare sulle posizioni di partenza. Le offensive di primavera avevano lasciato l'esercito tedesco estremamente indebolito sia in termini di uomini sia di materiali. Agli inizi di agosto la gran parte delle divisioni schierate sul fronte occidentale era solo parzialmente idonea al combattimento.
Foch era del parere che fosse giunta l'ora che gli alleati riprendessero l'iniziativa. Il contingente statunitense era finalmente presente in forze in Francia, rafforzando l'esercito francese. Il comandante in capo dell'AEF, John Pershing, intendeva ritagliare per le proprie forze un ruolo indipendente. Nello stesso tempo il contingente britannico era stato rafforzato dall'arrivo di truppe reduci dalle campagne del Medio Oriente e dal fronte italiano.
Il 3 settembre, Foch fissò le linee generali dell'imminente campagna offensiva dell'Intesa sul fronte occidentale. Per evitare il rischio che i tedeschi radunassero massicce quantità di truppe per fronteggiare un singolo attacco, Foch delineò un piano che prevedeva un'offensiva generale fra Verdun e la costa belga, comprendente quattro attacchi su punti separati del fronte, da lanciarsi in altrettanti giorni consecutivi. Il gruppo d'armata "Fiandre", sotto la guida di re Alberto I del Belgio, avrebbe condotto l'operazione più settentrionale, attaccando le postazioni tedesche nelle Fiandre e muovendo verso Gand e Bruges. La 1ª e 3ª Armata britannica avrebbero dovuto attraversare il canale del Nord, superare il prolungamento settentrionale della linea Hindenburg e catturare la città di Cambrai, un fondamentale centro di comunicazioni e rifornimenti. La 4ª Armata britannica e la 1ª Armata francese avrebbero attaccato lungo il canale di San Quintino nel tentativo di sondare la linea Hindenburg fra Holnon e Vendhuile. A sud, la 1ª Armata statunitense e la 4ª Armata francese avrebbero lanciato l'offensiva Mosa-Argonne fra Reims e Verdun, muovendo lungo la Mosa e attraverso la foresta delle Argonne.
Le quattro azioni programmate furono effettivamente lanciate nel giro di quattro giorni: il 26 settembre cominciò l'offensiva della Mosa-Argonne, il 27 i britannici iniziarono i combattimenti presso il canale del Nord, il 28 fu lanciata l'offensiva nelle Fiandre e il 29 le forze britanniche e francesi attaccarono presso il canale di San Quintino. Le due operazioni a cui presero parte i britannici, sotto la guida del generale Douglas Haig, costituirono l'inizio della battaglia di Cambrai-San Quintino.

## Battaglia del canale del Nord (27 settembre – 1º ottobre)

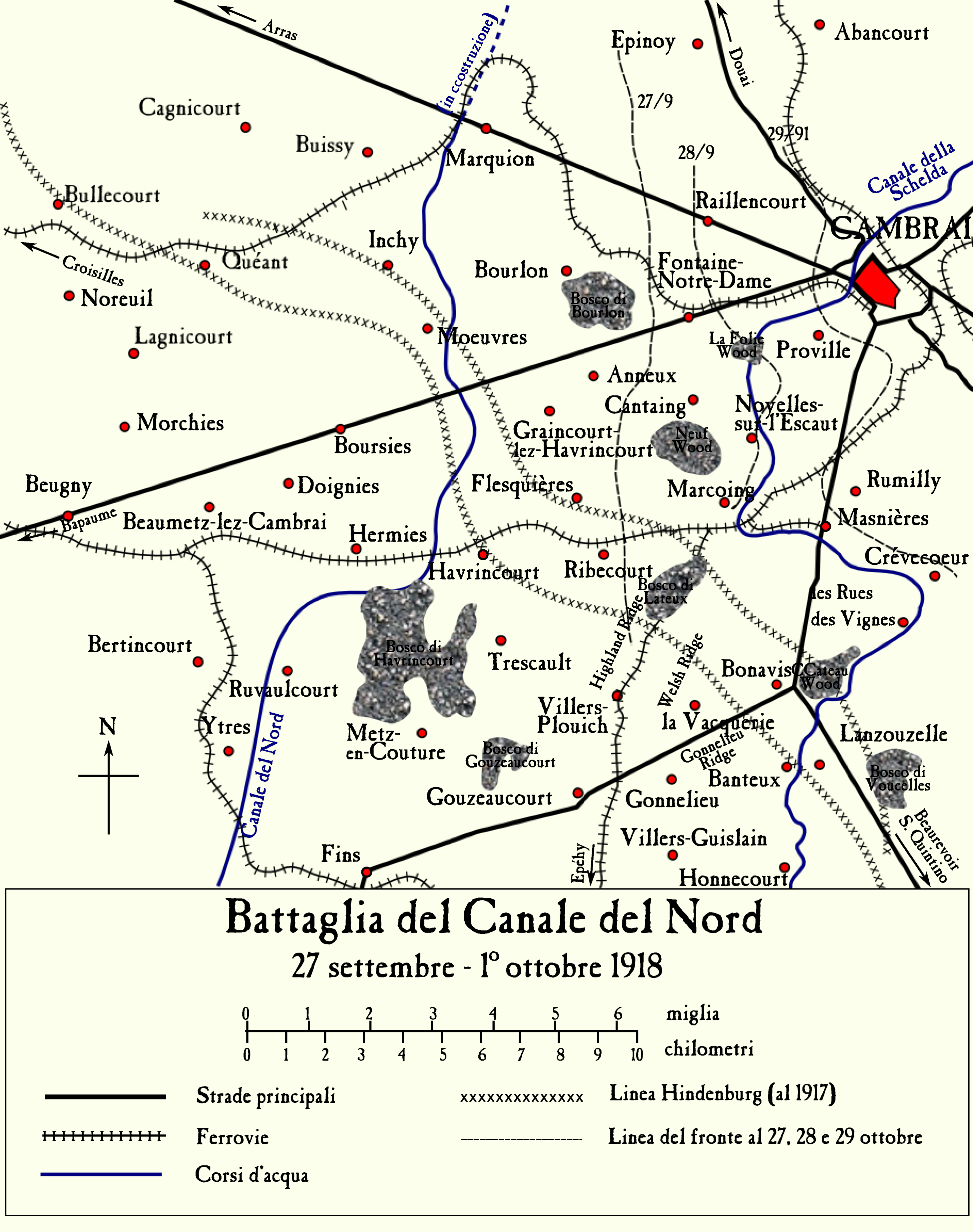
Mappa della battaglia, con l'evoluzione della linea del fronte durante le prime tre giornate di combattimenti

### Situazione tattica
L'assalto britannico del 2 settembre 1918 alla linea Drocourt-Quéant aveva consentito all'Intesa di travolgere le linee nemiche su un fronte di 6,5 km. Un gran numero di divisioni tedesche in prima linea aveva ceduto rapidamente all'avanzata britannica, ma con il progredire dell'attacco la resistenza della 17ª Armata tedesca si era fatta più risoluta, in particolare da parte di reggimenti della 1ª, 2ª e 3ª Divisione Riserva Guardie. Nel tentativo di ottenere un punto di osservazione diretta di tutti i ponti sul fiume Sensée e sul canale del Nord, l'attacco britannico avrebbe dovuto continuare anche il 3.
Tuttavia, questo piano fu prevenuto dall'Alto Comando tedesco, che ordinò alla 17ª Armata di ritirarsi dietro la Sensée e il canale del Nord nella notte del 2 settembre, e alla 2ª Armata di ripiegare verso la linea Hindenburg la notte successiva. Più a sud, la 18ª e la 9ª Armata avrebbero fatto altrettanto pochi giorni dopo, con il risultato di sgomberare entro il 9 settembre l'intero saliente conquistato durante l'offensiva di primavera. A nord, la 4ª e la 6ª Armata si erano ritirate fra Lens e Ypres, abbandonando senza combattere il saliente del Lys e le conquiste fatte durante la battaglia del Lys. La 1ª Armata britannica poté dunque avanzare liberamente fino al canale del Nord. In totale, le azioni delle 10 divisioni dell'armata fra il 26 agosto e il 3 settembre avevano portato alla sconfitta di 13 divisioni tedesche e alla cattura di 16 000 prigionieri.
La mattina del 3 settembre le pattuglie aeree britanniche non avvistarono alcuna forza tedesca fra il crinale di Dury e il canale del Nord. A terra, la 3ª Armata britannica aveva occupato Quéant e Pronville senza combattere, avvistando truppe tedesche in ripiegamento. L'8 settembre, i due corpi d'armata tedeschi (3° e 4° Riserve) che fronteggiavano quest'armata avevano completato la loro ritirata, attestandosi sul fronte frontificato fra Sains-lès-Marquion, presso Havrincourt, a Gouzeaucourt. La 3ª Armata, con 8 divisioni in linea e 4 in riserva, seguì l'avversario in ritirata, mantenendo il contatto con la 17ª tedesca. Il 12 e 18 settembre, due azioni dei britannici eliminarono gli ultimi avamposti di resistenza dello Heer davanti alla linea Hindenburg, creando le basi per l'assalto a quest'ultima.

### Il terreno
Mentre le truppe della British Expeditionary Force avanzavano verso il nuovo fronte tedesco, avevano visto che la sponda orientale del canale del Nord era saldamente presidiata e tutti i ponti distrutti. L'unica eccezione era a Palluel, dove lo Heer manteneva un avamposto sul lato occidentale del canale.
Il canale del Nord era stato iniziato nel 1913 per collegare il fiume Oise al canale Dunquerque-Schelda. Tuttavia, con lo scoppio della prima guerra mondiale, le opere di costruzione erano state interrotte a differenti stadi di completamento. Durante la ritirata, i tedeschi avevano reso praticamente inattraversabile la zona attorno al canale a nord di Sains-lès-Marquion, sfruttando il terreno paludoso e allagando deliberatamente l'intera zona tramite dighe. Il solo terreno praticabile era a sud, dove una piccola sezione del canale fra Sains-lès-Marquion e Mœuvres, lunga meno di 4 km, era rimasta sostanzialmente asciutta a causa del suo stato ancora incompleto. Anche in queste condizioni, il canale poneva comunque un ostacolo significativo: il letto era largo quasi 40 m, la sponda orientale era alta fra i 3 e i 4,5 m, mentre quella orientale misurava circa 1,5 m di altezza. Di conseguenza, il generale Henry Horne, comandante della 1ª Armata britannica, era stato costretto a sospendere le principali operazioni offensive finché non si fosse riusciti a stabilire una via sicura che attraversasse il canale.
Il sistema difensivo del canale era l'ultima grande postazione difensiva approntata davanti alla 1ª Armata britannica. Si trattava comunque di un ostacolo significativo, perché i tedeschi lo avevano integrato nel loro complesso di opere difensive. Oltre ai danni compiuti per rendere quanto più difficoltoso possibile l'attraversamento, a nord di Mœuvres, direttamente dietro il lato orientale, correva la linea canale del Nord, una ramificazione minore della linea di supporto Hindenburg. Il ramo principale di quest'ultima attraversava il canale a Mœuvres e ne rimaneva a est per il tratto a sud della città. A ciò si aggiungevano la linea Marquion-Cantaing, che correva su un asse nord-sud circa a un chilometro e mezzo e est del canale, e la linea Marcoing, situata poco a ovest di Cambrai.

### Preparazione
Alla battaglia presero parte la 1ª e 3ª Armata britannica, supportate dal Canadian Corps, che avrebbe guidato l'attacco. Foch e Haig avevano deciso che l'azione di queste unità avrebbe preceduto di un giorno quella della 4ª Armata, più a sud. Quest'ultima era infatti incaricata di portare l'assalto principale, e si ritenne opportuno tentare di distogliere le truppe tedesche da tale scontro anticipando l'azione secondaria a nord.
La 1ª Armata britannica aveva il compito di guidare l'attraversamento del canale, catturare il bosco di Bourlon e poi proteggere, durante la marcia verso Cambrai, il fianco nord della 3ª Armata. Quest'ultima era incaricata di avanzare lungo la linea Le Cateau-Cambrésis - Solesmes e prendere il controllo del canale della Schelda in modo da poter supportare la 4ª Armata durante l'imminente battaglia del canale di San Quintino. Nel tentativo di confondere i tedeschi sul luogo dell'assalto principale, al 22º Corpo fu ordinato di attaccare le postazioni tedesche lungo il canale fra Sauchy-Lestrée e Palluel. Anche il 7º Corpo e il resto del 22º avrebbero compiuto alcune piccole azioni a nord del fiume Scarpe per impedire allo Heer di spostare forze da tale area a quella dell'attacco principale. Se il Canadian Corps avesse avuto successo, il piano prevedeva di sfruttare immediatamente i guadagni territoriali col supporto del 17º, 6º e 4º Corpo della 3ª Armata.
Dietro alle fortificazioni del canale, la 17ª Armata tedesca schierava la 1ª Divisione Riserva Bavarese e il 2º Corpo Bavarese, con cinque divisioni sulla linea del fronte e dieci in supporto.
Considerata la situazione del canale, Arthur Currie, comandante del Canadian Corps, studiò per tre settimane il piano. Il risultato fu un progetto estremamente rischioso, che prevedeva di inviare l'intero Corpo su un fronte di 2,5 km attraverso la sezione asciutta del canale, mediante ponti costruiti dai genieri sotto il fuoco nemico. Poiché suoi i superiori rifiutavano di approvare il piano, Currie si rivolse direttamente a Douglas Haig, che diede il suo assenso scavalcando l'opinione dei subordinati.

### La battaglia

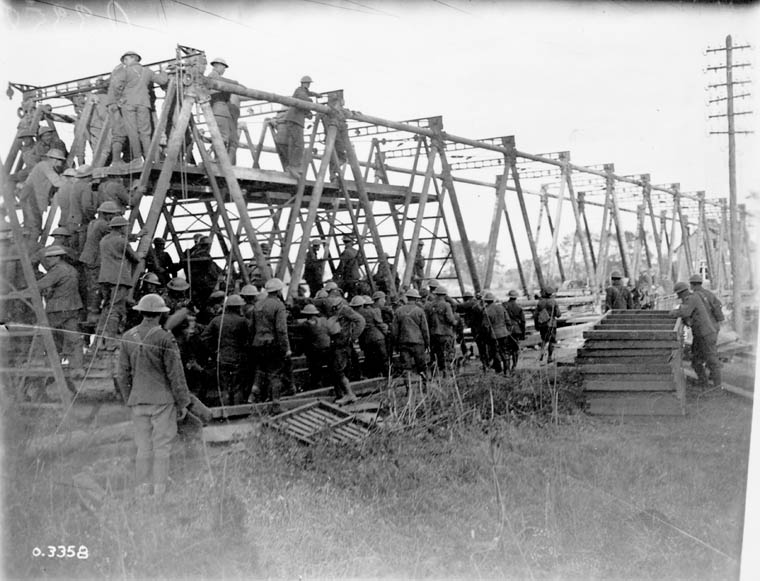
Genieri da combattimento canadesi costruiscono ponti sul canale del Nord

L'attacco fu preparato da una notte di bombardamenti a base di iprite, che veniva utilizzata per la prima volta dai britannici, attingendo anche a riserve catturate ai tedeschi. Il bombardamento a base di gas fu considerato un completo successo, silenziando il tiro tedesco di controbatteria e diminuendone la capacità di reazione. L'ora prevista per l'attacco era le 5:20 della mattina del 27 settembre. A cominciare le operazioni furono la 4ª e la 2ª Divisione Canadese, incaricate di conquistare quattro obiettivi, fino a una linea che cominciava a Fontaine-Notre-Dame, passava a ovest di Haynecourt e terminava a Sauchy-Lestrée. Le unità, protette da una grande concentrazione di artiglieria da campo (era schierato un pezzo ogni 8 metri circa), superarono il canale fra Inchy e Mœuvres sconfiggendo agevolmente le difese, sorprendendo i difensori della 1ª Divisione Guardie Riserva e della 3ª Divisione Navale, e procedettero verso la linea Marquion, mentre alle loro spalle venivano trainate alcune batterie d'artiglieria e lanciati dei ponti sul canale.
Il primo obiettivo fu rapidamente raggiunto. Quelli successivi furono completati in giornata, con l'aiuto di alcuni rinforzi della 11ª Divisione britannica mandati per aiutare nella conquista di Marquion. Il bosco di Bourlon fu conquistato intorno alle ore 14, ma nel pomeriggio la resistenza tedesca si fece più tenace e rese difficile il completamento della prima fase della missione nella zona meridionale, impedendo alla 4ª divisione canadese ulteriori progressi oltre a quelli assegnati. A nord, invece, la 2ª Divisione canadese iniziò la seconda fase del piano alle ore 15:30, affiancata dalla 11ª britannica e dalla 1ª canadese. Durante il finire della giornata, svariate località caddero nelle mani dell'Intesa, che complessivamente catturò 4 000 prigionieri e avanzò di circa 6,5 km su un fronte di 14.
Sempre alle 5:20 del 27 cominciò l'attacco anche della 3ª Armata, che disponeva di quattro corpi, con 9 divisioni in linea e 3 in supporto, contro le 7 tedesche che la fronteggiavano. Il fronte dell'armata era posto più a sud rispetto a quello della prima, estendendosi fra Moeuvres e Villers-Guislain. Da nord a sud, l'armata schierava il 22º, 6º, 4º e 5º Corpo, ma quest'ultimo avrebbe rimandato l'inizio dell'azione in attesa di un indebolimento nelle zone circostanti, viste le robuste difese tedesche nel saliente che fronteggiava tale corpo. Compito del 4º e 6º Corpo era di eliminare la presenza nemica su entrambi i lati della valle di Ribecourt, fino a "Highland Ridge", un crinale a nord di Villers-Plouich, e da uno sperone di roccia che sovrastava Marcoing da ovest, proseguendo lo sfruttamento della posizione fino a "Welsh Ridge", a nord di La Vacquerie, e al canale della Schelda. Il 22º Corpo avrebbe dovuto attaccare il fronte del sistema Hindenburg e avanzare poi fino alla linea Graincourt-Anneux, con possibile sfruttamento fino a Cantaing e Fontaine-Notre-Dame.
Anche la 3ª Armata riuscì ad avanzare, ma con fortune alterne fra le varie unità. Il 5º Corpo superò le difese ostili con poca difficoltà, catturando Flesquieres e Ribecourt e portando il fronte alla periferia di Marcoing. Il 4º e il 22º Corpo incontrarono invece maggiore resistenza. L'ala destra del primo fu ostacolata dal fuoco tedesco e dai contrattacchi subiti, e quel giorno riuscì a completare solo la prima parte degli obiettivi assegnati, catturando Ribécourt nel pomeriggio. Il 22º Corpo dovette ingaggiare le forze tedesche a ovest di Graincourt prima ancora di attraversare il canale del Nord. Il corpo conquistò Graincourt e Anneux, ma non riuscì a proseguire verso Cantaing prima del tramonto. L'avanzata totale dell'armata aveva toccato punte superiori ai 45 km.
Complessivamente, al termine dei combattimenti del primo giorno, le due armate avevano portato il fronte fino a ovest di Fontaine-Notre-Dame, a pochissimi chilometri da Cambrai. Da lì, il fronte della 1ª Armata si estendeva verso nord verso la strada Douai-Cambrai, poi Épinoy e Oisy-le-Verger. Quello della 3ª andava invece a sud, attraverso Anneux, Premy Chapel e Ribecourt, fino a ovest di Beaucamp.
Le operazioni furono proseguite il 28: a muovere per prime furono le truppe del 4º Corpo, che ripresero l'attacco alle 2:30 di notte e proseguirono fino alle 18 spingendosi fino al "Welsh Ridge". Il 6º Corpo attaccò appena la luce fu sufficiente per vedere, e durante la giornata raggiunse la sponda ovest del canale della Schelda, attestandosi sulla linea Marcoing-Noyelles. Il 22º Corpo riuscì invece a portarsi oltre il canale, all'altezza di Cantaing. Sul fronte della 1ª Armata, le divisioni iniziarono invece l'attacco fra le 6 e le 8, superando in quella giornata la linea Marcoing e conquistando altre località, fra cui Fontaine-Notre-Dame.
Il 29 il fronte della 1ª Armata fu portato fino alla periferia di Cambrai e alla linea ferroviaria verso Douai, compreso il villaggio di Bapaume. A un certo punto l'armata si spinse oltre la ferrovia, ma alcuni contrattacchi permisero ai tedeschi di riprendersi quest'ultima zona. Più a sud, il 5º Corpo si unì all'attacco della 4ª Armata nella battaglia del canale di San Quintino, mentre il resto della 3ª Armata continuò le operazioni presso Cambrai, superando il canale e conquistando avamposti a Crèvecoeur e Masnières, mentre la divisione più a nord, la 57ª, si spinse alla periferia di Cambrai.
Nei due giorni successivi l'avanzata britannica rallentò. Il 30 settembre le divisioni della 1ª Armata cercarono di conquistare i ponti sul canale della Schelda e di liberare la penisola fra questo canale e il fiume Sensée, ma i contrattacchi tedeschi riportarono il fronte al punto in cui era all'inizio della giornata. L'indomani, lo Heer tentò ancora di fermare l'assalto dell'armata attaccando il fianco sinistro delle divisioni canadesi, ma queste ultime riuscirono infine ad avanzare. La 3ª e 4ª Divisione canadese raggiunsero il canale a sud di Ramillies e la strada fra questa e Cuvillers, mentre la 1ª, superati Cuvillers e Bantigny, fu poi respinta di nuovo a ovest di tali località da attacchi contro il suo fianco sinistro, nonostante i successi dell'11ª Divisione a nord. Alla sera del 1º ottobre, il fronte canadese correva dai sobborghi occidentali di Cambrai, attraverso Tilloy, fino alla ferrovia Douai-Cambrai a ovest di Blecourt e lungo quest'ultima fino alla Sensée. Anche sul fronte della 3ª Armata l'azione fu rallentata. Le forze tedesche si ritirarono dal saliente prospiciente il 5º Corpo, che poté quindi proseguire fino al canale, mentre a nord il 4º Corpo rinforzò la sua testa di ponte a Crèvecoeur, il 6° occupò Rumilly e il 22° raggiunse i sobborghi di Cambrai su entrambe le sponde della Schelda.
Il 1º ottobre fu l'ultimo giorno di scontro sul fronte di Cambrai. Il Canadian Corps, dopo cinque giorni di combattimenti ininterrotti, aveva urgente necessità di riposare e riequipaggiarsi. Fu pertanto deciso di sospendere l'offensiva, in attesa dei progressi della 3ª e 4ª Armata a sud. L'attacco aveva portato a un avanzamento di 8 miglia sul fronte della 1ª Armata e di poco meno su quello della 3ª. Erano stati presi circa 10 000 prigionieri, di cui 7 000 da parte della 1ª Armata. Scalzato dalla linea Hindenburg, lo Heer iniziò un ripiegamento controllato. A impedire ulteriori avanzate dell'Intesa era rimasta solo una parte della linea Masnières-Beaurevoir, comunque incompleta e già parzialmente danneggiata, che non avrebbe retto all'attacco lanciato una settimana dopo.

### Onorificenze
A seguito della battaglia, dodici militari furono decorati con la Victoria Cross: John Vereker (Grenadier Guards), John MacGregor (Canadian Mounted Rifles), Cyril Hubert Frisby e Thomas Norman Jackson (Coldstream Guards), Graham Thomson Lyall, Samuel Lewis Honey, George Fraser Kerr, Milton Fowler Gregg e William Merrifield (Canadian Expeditionary Force), Frederick Charles Riggs (York and Lancaster Regiment), Thomas Neely (The King's Own Royal Regiment (Lancaster)), Henry Tandey Duke of Wellington's Regiment (West Riding).

### Commemorazione
La partecipazione canadese alla battaglia è ricordata dal Bourlon Wood Memorial, eretto presso il bosco di Bourlon.

## Battaglia del canale di San Quintino (29 settembre – 2 ottobre) e battaglia di Beaurevoir (3 – 6 ottobre)

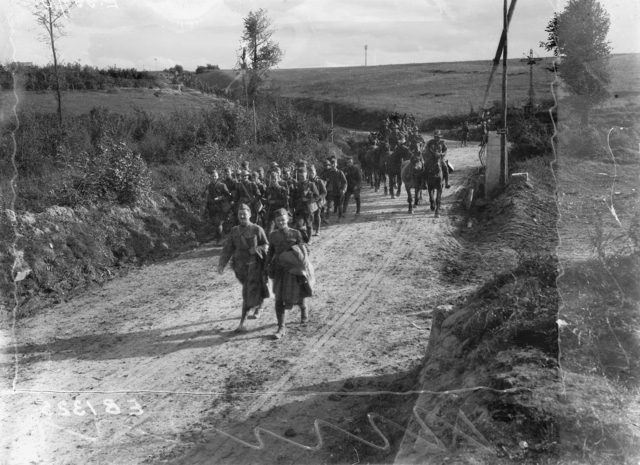
28 settembre 1918: truppe americane arrivano a Templeux, per unirsi a quelle australiane nella battaglia del canale di San Quintino

La battaglia del canale di San Quintino, iniziata due giorni dopo quella del canale del Nord, coinvolse truppe britanniche, australiane e americane nell'attacco alla Siegfried Stellung, una delle fortificazioni tedesche della linea Hindenburg. Sotto il comando del generale australiano John Monash, l'assalto conseguì gli obiettivi, provocando la prima importante breccia nella Hindenburg nonostante la determinata difesa dei tedeschi. Presero parte alla battaglia 14 divisioni dell'Intesa, comprese due dell'American Expeditionary Forces, e almeno 13 divisioni dell'Impero tedesco. A sud, la 1ª Armata francese supportò l'attacco nella battaglia di San Quintino, uno scontro secondario che non riuscì a penetrare le difese tedesche finché gli australiani non fecero breccia nella linea Beaurevoir, il 3 ottobre.

### Situazione tattica
Dopo le precedenti offensive nella zona, ultima delle quali la battaglia di Épehy, le forze dell'Intesa erano giunte, nell'autunno del 1918, al villaggio di Bellicourt, presso la linea Hindenburg. Il 27 settembre, le forze americane attaccarono per terminare la distruzione degli avamposti tedeschi davanti alla linea. Tuttavia, a causa della mancanza di ufficiali (ve ne erano solo 18 distribuiti nelle 12 compagnie attaccanti, gli altri erano assenti causa addestramento), l'assalto fallì. Il risultato fu una certa confusione tra le file dell'Intesa: non riuscendo a determinare la posizione delle proprie truppe dopo l'offensiva, l'artiglieria della coalizione non poté supportare il successivo attacco del 29 settembre né con il consueto bombardamento preliminare, né con uno sbarramento mobile. Tale mancanza si sarebbe ripercossa sulle operazioni iniziali della battaglia.

### La battaglia
L'alto comando britannico aveva compreso che contro le formidabili difese della Hindenburg l'unica possibilità di successo era rappresentata dall'uso dei mezzi corazzati. Furono quindi schierati circa 150 carri della 4ª e 5ª Brigata Carri, che includevano il 301st Heavy Tank Battalion americano, a supporto delle unità di fanteria. Queste ultime comprendevano l'Australian Corps, disposto a ovest di Bellenglise, e due divisioni di fanteria del 2º Corpo d'armata americano: la 27ª e la 30ª, schierate a ovest rispettivamente di Bony e Bellicourt.
A lanciare l'attacco, il 29 settembre, furono le truppe americane, mentre la 3ª e 5ª Divisione australiana le avrebbero, secondo il piano, scavalcate nel prosieguo dell'offensiva. Le inesperte truppe americane non riuscirono a eliminare completamente le posizioni tedesche, a causa della confusione creata con il fallito assalto precedente, sicché le unità australiane dovettero combattere per guadagnare anche gli obiettivi assegnati alle forze degli Stati Uniti. Nella confusione, sacche di unità americane lasciate senza comandanti si unirono volontariamente alle truppe australiane in avanzata, combattendo a fianco dei loro alleati..
In ogni caso, la 27ª Divisione riuscì a prendere prima delle ore 12 la fattoria Quennemont, una parte del sistema di trincee a sud di Bony su cui fu poi costituito il Somme American Cemetery.. Nelle ore successive, cadde in mano americana anche il tunnel sotterraneo di Riqueval, mentre uomini della 30ª presero il controllo dell'estremità meridionale del canale di San Quintino. Tuttavia, l'assalto americano si arrestò senza un successo completo, e furono gli australiani a portarlo a termine, attraversando il canale di San Quintino sul ponte di Riqueval, il solo ancora intatto, e proseguendo l'offensiva in direzione di Montbrehain.

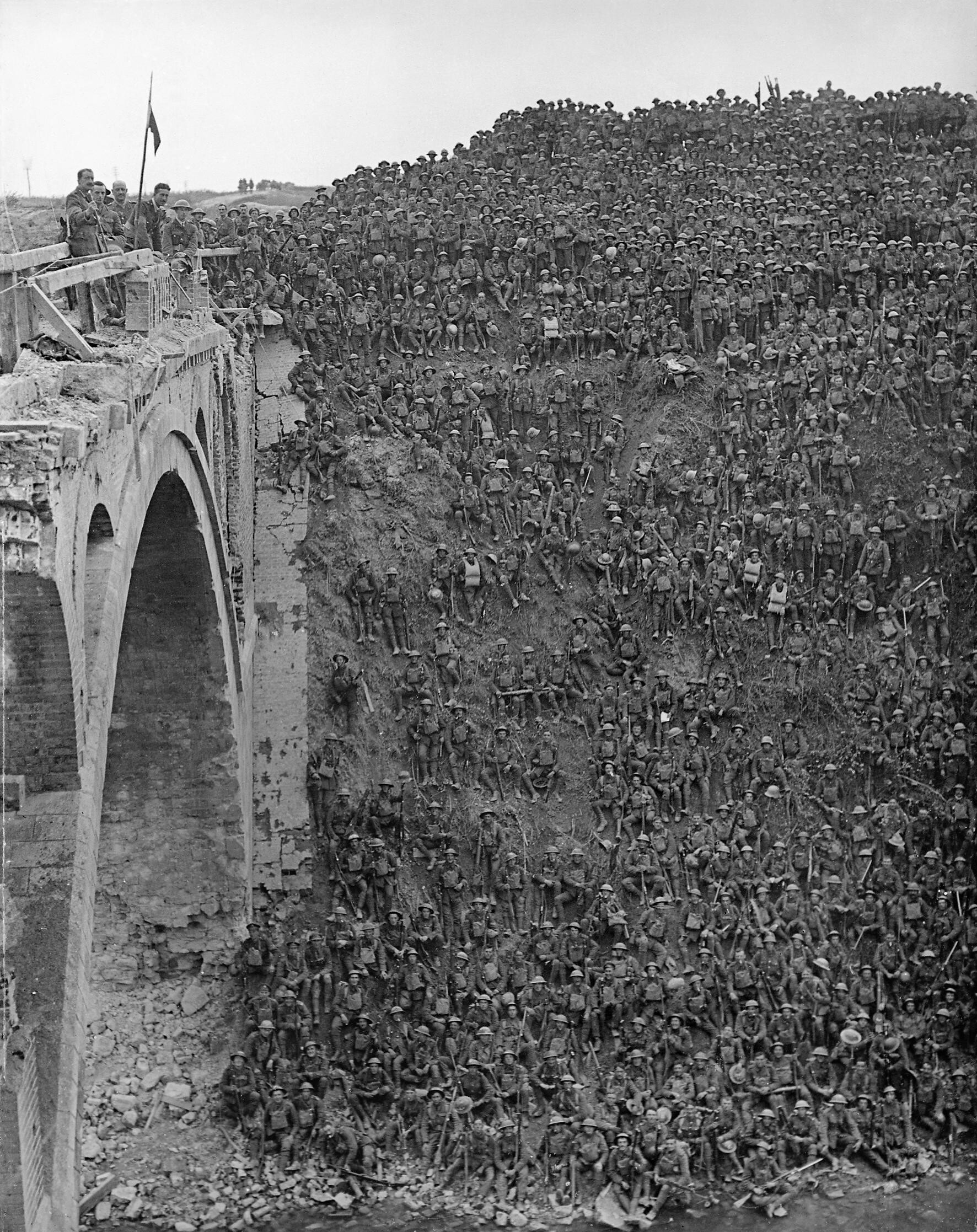
2 ottobre 1918: il brigadier generale J. V. Campbell si rivolge alle truppe della 137ª Brigata (46ª Divisione britannica) dal ponte di Riqueval, sopra il Canale di San Quintino

Nel frattempo, il 9º Corpo d'armata inglese era stato inviato a sud con equipaggiamento adatto a guadare il canale, ma scoprì invece che nella zona vi erano ancora ponti intatti. Le unità britanniche (fra cui la 46ª, che quel giorno si distinse prendendo 4 300 prigionieri su un totali di 5 300 catturati dall'armata) riuscirono prima a conquistare la sponda occidentale del canale, e poi ad attraversarlo sul ponte presso Riqueval. Al termine della giornata, le forze britanniche avevano conquistato 6 km della linea Hindenburg e portato due divisioni oltre il canale. Il giorno successivo, le forze della 3ª Armata britannica giunsero nella periferia occidentale di Cambrai.
Il 2 ottobre la linea del canale era stata completamente catturata. La 46ª e la 32ª Divisione britannica, supportate dalla 2ª Divisione australiana, progettarono quindi la presa della linea Beaurevoir (la terza linea di difesa della Hindenburg), delle alture circostanti e del villaggio di Beaurevoir. L'attacco conseguente non diede alle truppe dell'Intesa il possesso delle colline, ma ampliò il varco nella linea, aprendo una breccia di 17 km nella Hindenburg. Per gli standard della prima guerra mondiale, si trattò di un successo notevole per le forze britannico-australiane.
Nella settimana successiva, una serie di continui attacchi dell'Intesa permisero alla coalizione di conquistare i villaggi e le alture oltre la linea Beaurevoir. In particolare, il 5 ottobre la 2ª Divisione australiana prese possesso del villaggio di Montbrehain.

## Battaglia di Cambrai (8–9 ottobre)

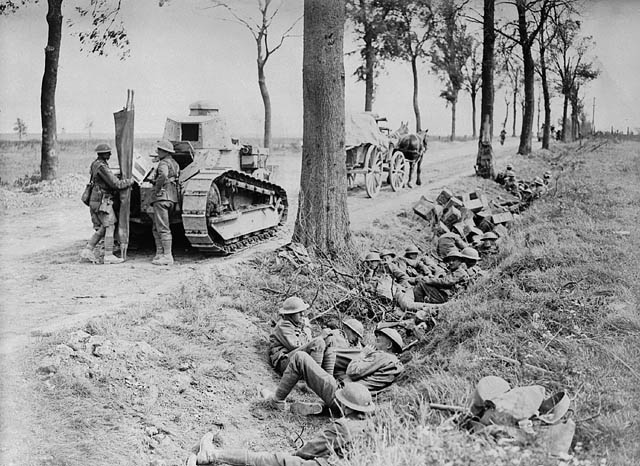
Truppe canadesi avanzano lungo la strada Arras-Cambrai

Per l'Intesa l'ultimo obiettivo per rendere completo lo sfondamento della linea Hindenburg era la conquista di Cambrai stessa. Dopo le sconfitte presso il canale di San Quintino, le forze tedesche della zona, comandate dal generale Max von Boehm, si erano ritirate lungo una linea di difesa a sud della città. Le truppe di guarnigione in quel settore erano poche, e consistevano nel 20º Landwehr e nella 54ª Divisione Riserva, supportati da soli 150 cannoni. L'8 ottobre, un'offensiva della 3ª e 4ª armata britannica e della 1ª francese scalzò lo Heer anche da questa posizione. L'assalto fu effettuato con un "bombardamento uragano" effettuato da 324 carri, supportati da fanteria e aviazione.
Eliminati i difensori, la 2ª Divisione canadese entrò a Cambrai incontrando solo una sporadica e leggera resistenza, poi si mosse a nord lasciando alla 3ª il compito di terminare la conquista. Quando la 3ª entrò in città, il 10 ottobre, la trovò deserta. Le perdite totali fra gli attaccanti furono meno di 20. Frederick Grant Banting, lo scopritore dell'insulina, fu ferito in questa battaglia mentre esercitava i suoi compiti di medico.
Dopo la rapidissima cattura di Cambrai, le truppe canadesi incontrarono una più forte resistenza tedesca a nordest della città e dovettero quindi trincerarsi nelle posizioni appena acquisite.

## Conseguenze
Con lo sfondamento della Hindenburg, l'ultima valida linea di difesa tedesca era caduta, aprendo la strada a una rapida conclusione della guerra. Haig, determinato a non concedere ai nemici il tempo di riorganizzarsi, li incalzò con una serie di battaglie per scalzarli dalle ultime postazioni difensive rimaste. Per tutto il mese di ottobre, le armate dello Heer dovettero ritirarsi dai territori conquistati nel 1914, mentre gli eserciti dell'Intesa li sospingevano verso la linea ferroviaria Metz-Bruges, che aveva sostenuto la loro logistica per buona parte della guerra. Una volta respinti al di là di tale linea, i tedeschi furono costretti ad abbandonare grandi quantità di equipaggiamento, peggiorando ulteriormente le loro condizioni. Tuttavia, nel loro ritirarsi, i tedeschi inflissero ancora pesanti perdite alle forze dell'Intesa, e resistettero ancora per circa un mese.
L'11 novembre 1918, l'armistizio di Compiègne pose infine termine alla prima guerra mondiale, sancendo il successo dell'Intesa contro gli Imperi centrali.

## Curiosità
Adolf Hitler, il futuro dittatore, partecipò a questa battaglia dove fu ferito una seconda volta e risparmiato da un soldato inglese di nome Henry Tandey.

### Fonti principali
- Enciclopedia Britannica, 12ª edizione (1922), lemma "Battle Of Cambrai - St. Quentin"
- (EN) John Rickard, Battle of Cambrai-St. Quentin, 27 September-9 October 1918, su historyofwar.org, 13 settembre 2007. URL consultato il 30 giugno 2011.

### Altri documenti
- Charles Edwin Woodrow Bean, Official Histories – First World War, Volume VI – The Australian Imperial Force in France during the Allied Offensive, Angus and Robertson Ltd, 1942.
- Pierre Berton, Marching as to war, 2001.
- Angus Brown, In the Footsteps of the Canadian Corps; Canada's First World War 1914-1918, Ottawa, Magic Light Publishing, 2006, ISBN 1-894673-24-7.
- James Edmonds, Military Operations. France and Belgium, 1918. Vol V. 26 September-11 November. The Advance to Victory, Londra, Imperial War Museum and Battery Press, 1947.
- Don Farr, The Silent General: A Biography of Haig's Trusted Great War Comrade-in-Arms, Solihull, Helion & Company Limited, 2007, ISBN 1-874622-99-X.
- John Keegan, The First World War, Londra, Pimlico, 1999.
- John Frederick Bligh Livesay, Canada's Hundred Days: with the Canadian Corps from Amiens to Mons, Aug. 8—Nov. 11, 1918, Toronto, Thomas Allen, 1919.
- K. W. Mitchinson, Riqueval: Hindenburg Line, Barnsley, Leo Cooper, 1998, ISBN 0-85052-622-1.
- Gerald W. L. Nicholson, Official History of the Canadian Army in the First World War: Canadian Expeditionary Force 1914–1919 (PDF), Ottawa, Queen's Printer and Controller of Stationary, 1962. URL consultato il 27 giugno 2011 (archiviato dall'url originale il 26 agosto 2011).
- Albert Palazzo, Seeking Victory on the Western Front: The British Army and Chemical Warfare in World War I[collegamento interrotto], Lincoln, Nebraska, University of Nebraska Press, 2000. URL consultato il 27 giugno 2014 (accesso condizionato via Questia).
- (EN) David Payne, German Fortifications on the Hindenburg Line, su westernfrontassociation.com, 20 maggio 2008. URL consultato il 20 novembre 2011 (archiviato dall'url originale il 27 dicembre 2010).
- Timothy Travers, How the War Was Won: Command and Technology in the British Army on the Western Front: 1917-1918, Londra, Routledge, 1992, ISBN 0-415-07628-5.
- Spencer Tucker (a cura di), The European powers in the First World War: an encyclopedia, New York, Garland Publishing, 1996, ISBN 0-8153-0399-8.
- Bernard Wasserstein, Barbarism and civilization: a history of Europe in our time, Oxford University Press, 2007,  pp. 93-96, ISBN 978-0-19-873074-3.
- Mark Zuehlke, Canadian Military Atlas: Four Centuries of Conflict from New France to Kosovo, Toronto, Douglas & McIntyre Publishers, 2006, ISBN 1-55365-209-6.